# Eumenemorphus chiriquiensis
Eumenemorphus chiriquiensis är en stekelart som beskrevs av Gusenleitner 1995. Eumenemorphus chiriquiensis ingår i släktet Eumenemorphus och familjen Eumenidae. Inga underarter finns listade i Catalogue of Life.